# Kleinkastell Benia Guedah Ceder
Das Kleinkastell Benia Guedah Ceder, das in historischen deutschen Beschreibungen unter anderem auch als Kastell Henschir Guedah Ceder bezeichnet wird, ist ein spätrömisches Militärlager, dessen Besatzung für rückwärtige Sicherungs- und Überwachungsaufgaben am Limes Tripolitanus in der Provinz Tripolitania zuständig war. Die Grenzanlagen bildete hier ein tiefgestaffeltes System von Kastellen und Militärposten. Die kleine Garnison befindet sich am südlichen Rand der Tebaga-Enge in Südtunesien, Gouvernement Gabès.

## Lage

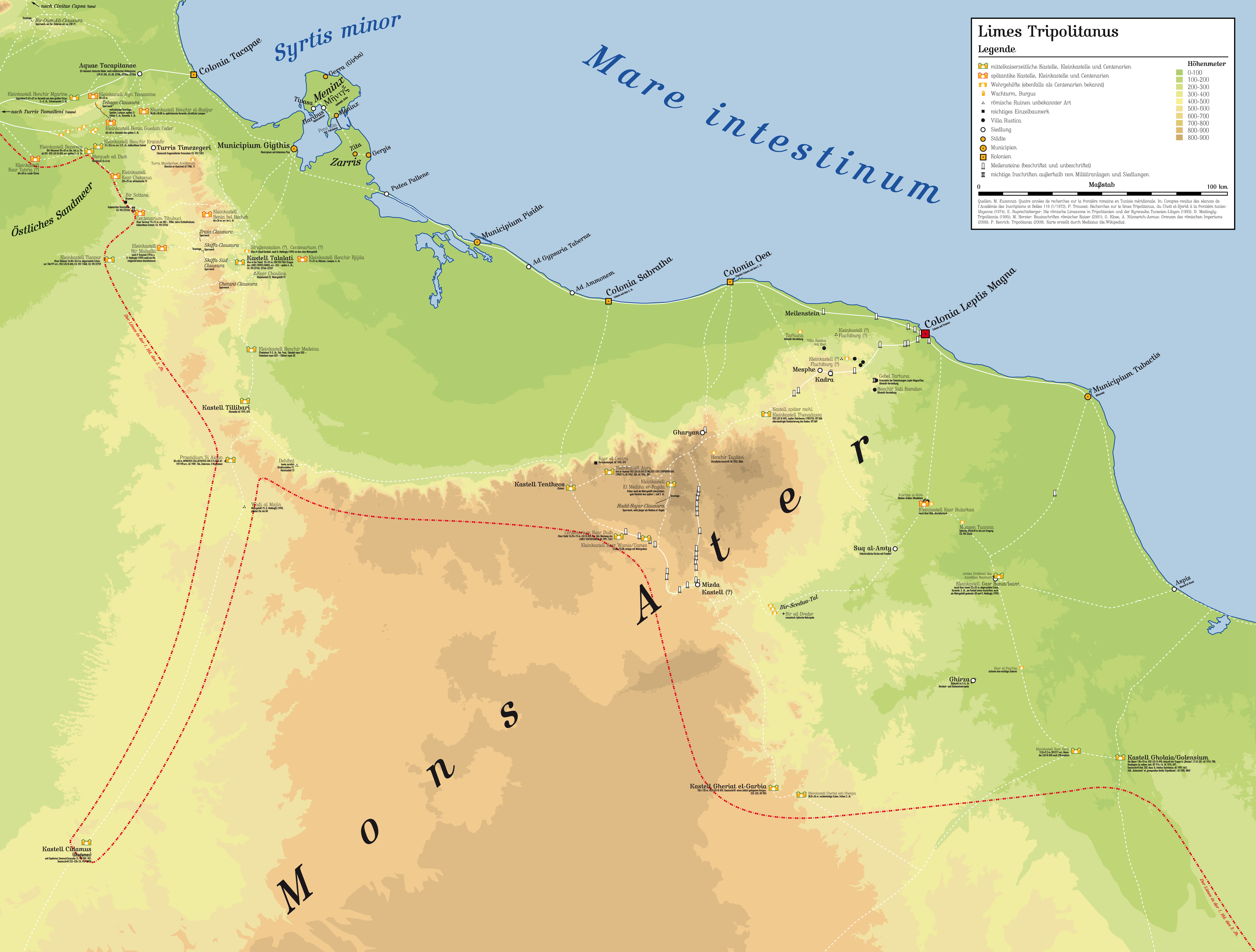
Das Kleinkastell (links) im Verbund des Limes Tripolitanus

Lage des Kleinkastells vor der Tebaga-Clausura

Der Kastellplan nach Raymond Donau

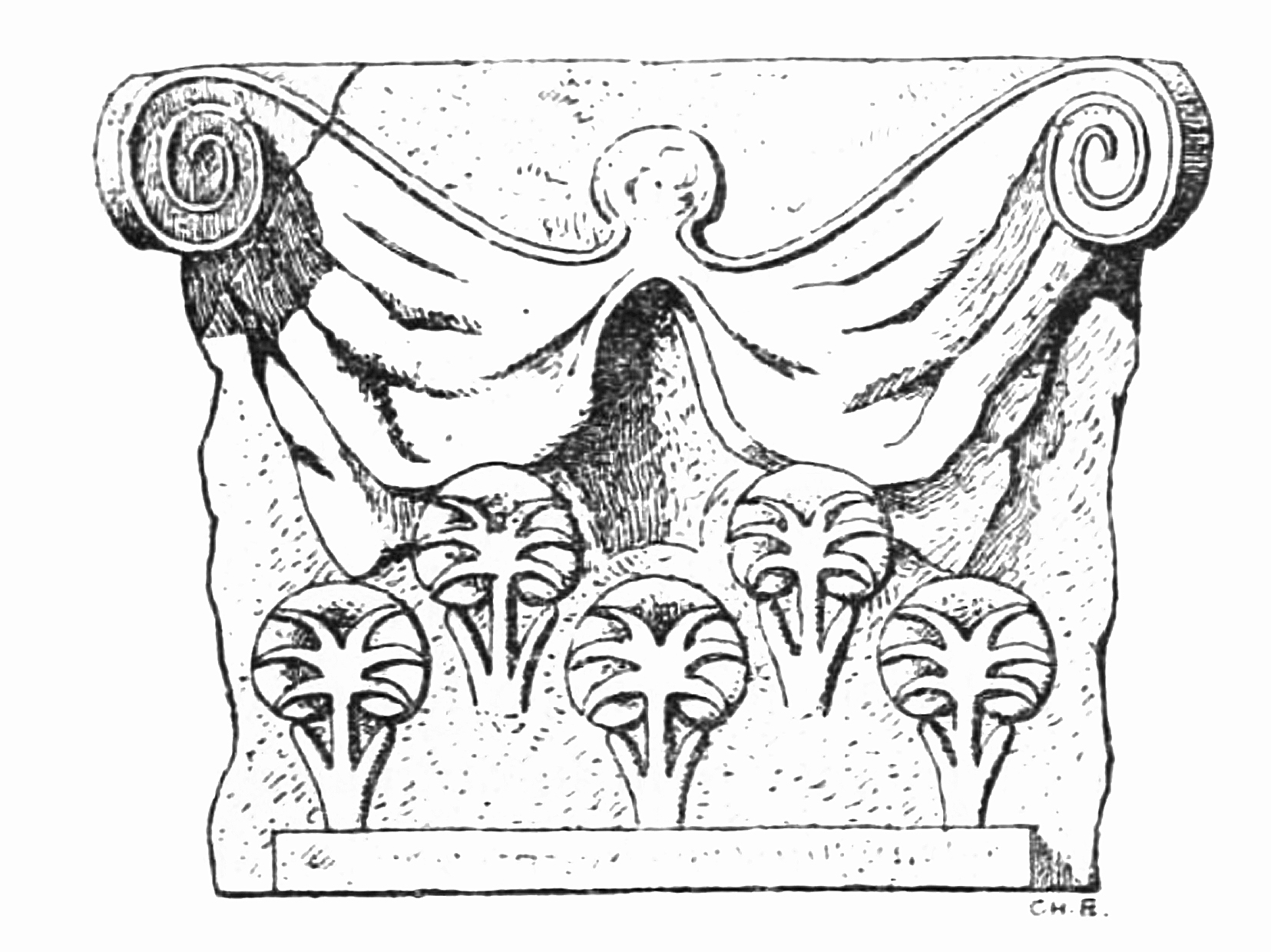
Kapital mit Voluten und Palmenmotiv, gefunden 1902

Südöstlich der in einer fruchtbaren Ebene, mitten in der Halbwüste, errichteten Anlage erhebt sich das Matmatagebirge. Dieses Massiv bildet den nördlichen Abschluss des Berglandes von Dahar. Die im Kleinkastell kasernierte Einheit war für die Überwachung der Tebaga-Clausura zuständig. Dieses mit Wall, Graben und Wachtürmen ausgestattete Sperrwerk hatten die Römer über 17 Kilometer lang quer durch das Tal von Tebaga gezogen. Der südliche Beginn dieser Sperranlage lag am Djebel Melab, am Fuß des Matmatagebirges, ihr nördliches Ende auf dem Höhenzug der gegenüberliegenden sichelförmigen Gebirgsformation des Djebel Tebaga. Der einzige, von zwei Türmen flankierte Durchgang befand sich rund 1,10 Kilometer nördlich von Benia Guedah Ceder auf einer kleinen Anhöhe. Zwischen den beiden Anlagen bestand Sichtkontakt.
Die Fortifikation von Benia Guedah Ceder liegt am Nordwestrand des Djebel Dahar, zu dessen nördlichen Ausläufern auch das Matmatagebirge gehört. Das sich halbmondförmig nach Norden öffnende Hochland von Dahar mit ihren Erhebungen reicht bis nach Libyen. In dieser gebirgigen Region legten die Römer eine gestaffelte rückwärtige Grenzkastellkette an. Der südöstliche Endpunkt des Gebirgszuges befindet sich im Bergland von Nafusa mit dem rückwärtigen Kastell Thenadassa.

## Forschungsgeschichte
Das rechteckige, 60 × 40 Meter (= 0,24 Hektar) große Kleinkastell wurde bereits sehr früh von französischen Forschern erwähnt. Nachdem der französischen Offizier Raymond Donau (1862–1930) im Jahr 1902 eine erste Grabung angesetzt hatte und anschließend veröffentlichen konnte, bekam er 1904 die Möglichkeit mithilfe eines Zuschusses der tunesischen Antikendirektion die Untersuchungen fortzusetzen. Der in einer bis heute abgelegenen Region errichtete Bau blieb seit der Antike trotz starkem Steinraubs in einem bemerkenswert guten Zustand erhalten.

## Baugeschichte
Die Erbauer errichteten die Anlage aus Quadermauerwerk von beachtlich hoher Qualität. In drei Ecken – im Süden, Osten und Westen – wurden rechteckige Türme errichtet, die weit aus dem Mauerverband hervorragten. Ein einziger, baulich gleicher Zwischenturm entstand mittig, an der südwestlichen Schmalseite. Das Kastell besaß lediglich einen schmalen Zugang an der Südostseite, der etwas aus der Mitte verschoben war. Im Kastellinneren wurde dieser Zugang ähnlich einem Clavicula-Tor gestaltet. So konnten Angreifer, die das äußere Tor überwunden hatten, in einem kleinen, nach Nordosten abknickenden Zwischenraum in Schach gehalten werden. Erst nach Überwindung des dort befindlichen Tores konnten Feinde das Kastellinnere erstürmen. Bei den Ausgrabungen zu Beginn des 20. Jahrhunderts zeigte sich, dass die Wände zwischen 0,60 und 0,80 Meter dick ausgelegt waren. Durch den Steinraub blieb das aufgehende Mauerwerk zwischen einem und zwei Meter hoch erhalten. Es scheint, dass das auf dieser Quadermauerbasis aufsetzende Mauerwerk schmaler war, wobei Donau und andere Forscher den offensichtlichen Strukturbruch als eine byzantinische Erneuerung interpretierten.
Das rechteckige Hauptgebäude des Kleinkastells wurde – ebenfalls etwas aus der Mitte verschoben – an der westlichen Längswand der Umfassungsmauer entdeckt. Seine Rückseite bildete mit dieser Umwehrung eine Einheit. Der einzige, zwei Meter breite Zugang wurde an der entgegengesetzten Seite ergraben. Über einen kurzen Korridor wurde der eigentliche, lediglich 0,85 Meter breite Zugang zu dem Gebäude erreicht. Er war überwölbt und musste über zwei Stufen betreten werden. Der Schlussstein des Eingangsgewölbes befindet sich weniger als zwei Meter vom antiken Laufhorizont entfernt. Der ganze Bau macht den Eindruck einer Kleinfestung. An den Eingang schließt ein Atrium an. Unmittelbar links führt ein 1,10 Meter breiter Zugang aus dem Atrium heraus in einen verschlossenen Korridor, der möglicherweise einst als Treppenhaus gedient hatte. Auch dieser Bau war aus Quadermauerwerk errichtet worden, das bei der Auffindung noch bis zu drei Meter hoch eingemessen wurde. Ein Raum in diesem Bau identifizierte Donau als Stall, wobei sich noch die Wassertröge erhalten hatten. Die weitere Innenbebauung war wesentlich vergänglicher und bestand aus kleinem, fast völlig ausgebrochenem Bruchsteinmauerwerk.
Donau registrierte bei seinen Grabungen in diesem Zusammenhang noch Spuren von Baracken und Lagerräume. Zu den Hinterlassenschaften der Soldaten zählte im Innenbereich des Kastells unter anderem noch ein bei den Ausgrabungen entdeckter Steinblock, auf den ein Phallus skizziert war.

Hauptgebäude, Bauzustand 2014
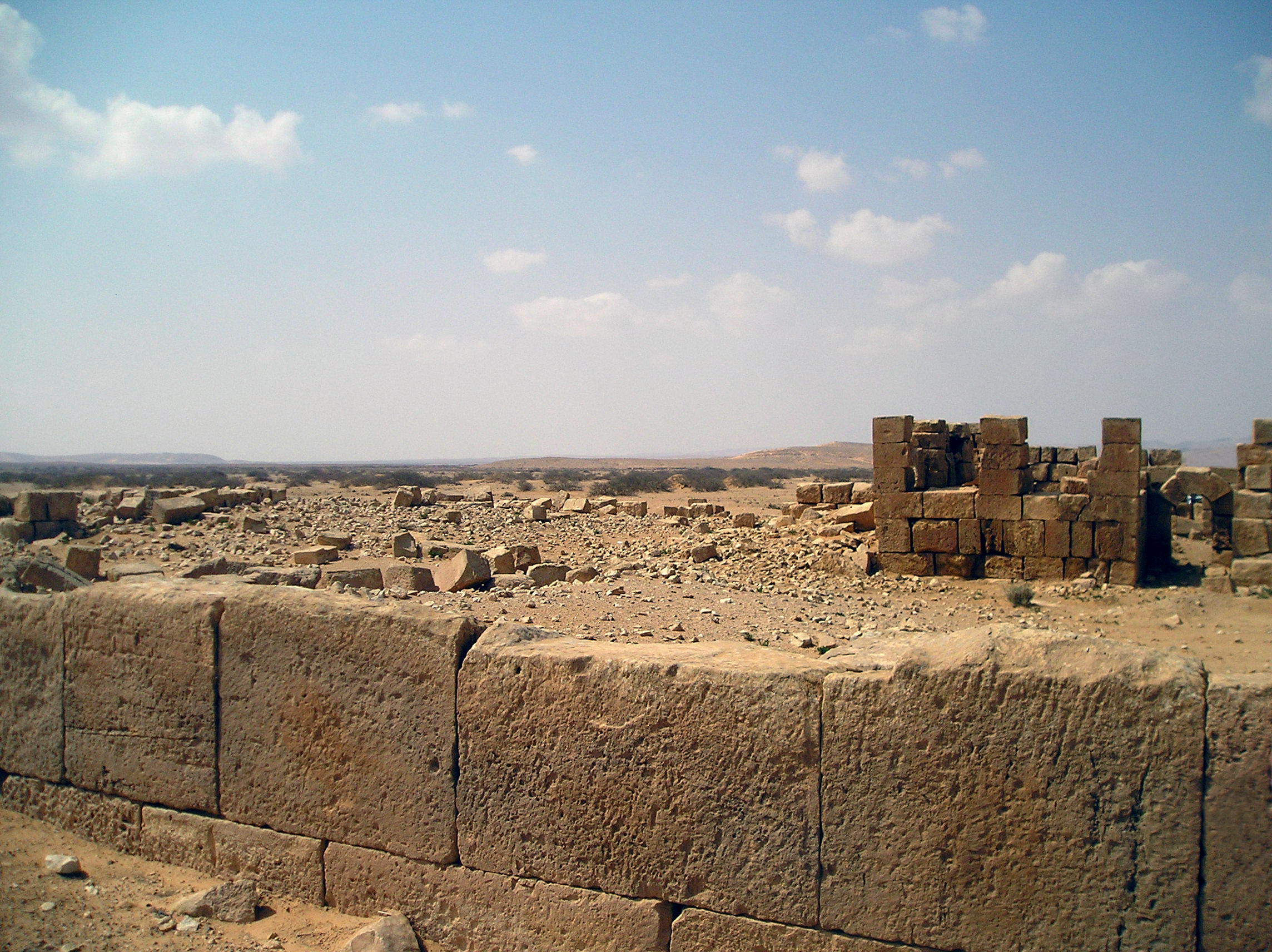
Vorne Reste der Umfassungsmauer, im Hintergrund das Hauptgebäude
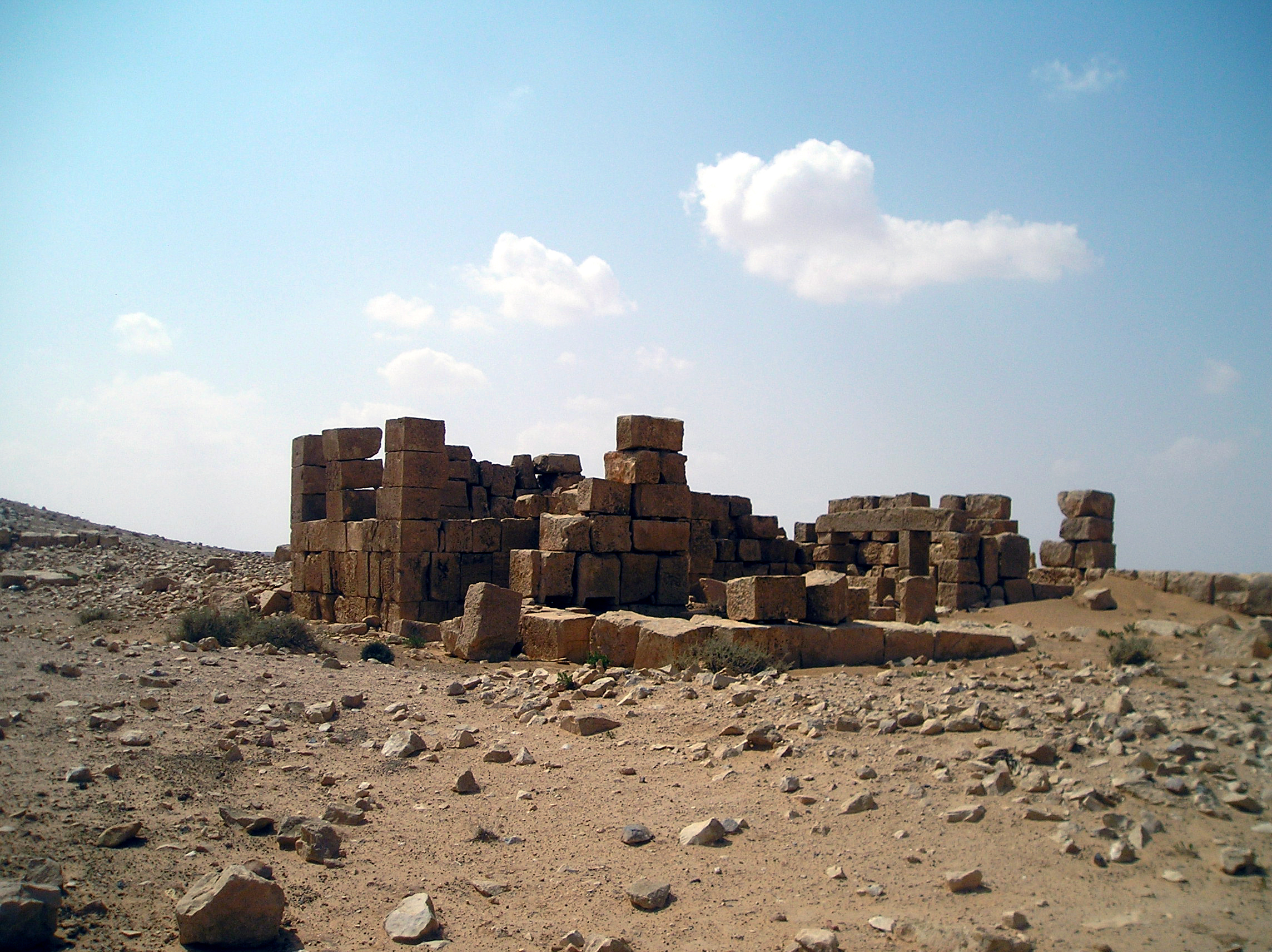
Das Hauptgebäude von Nordosten
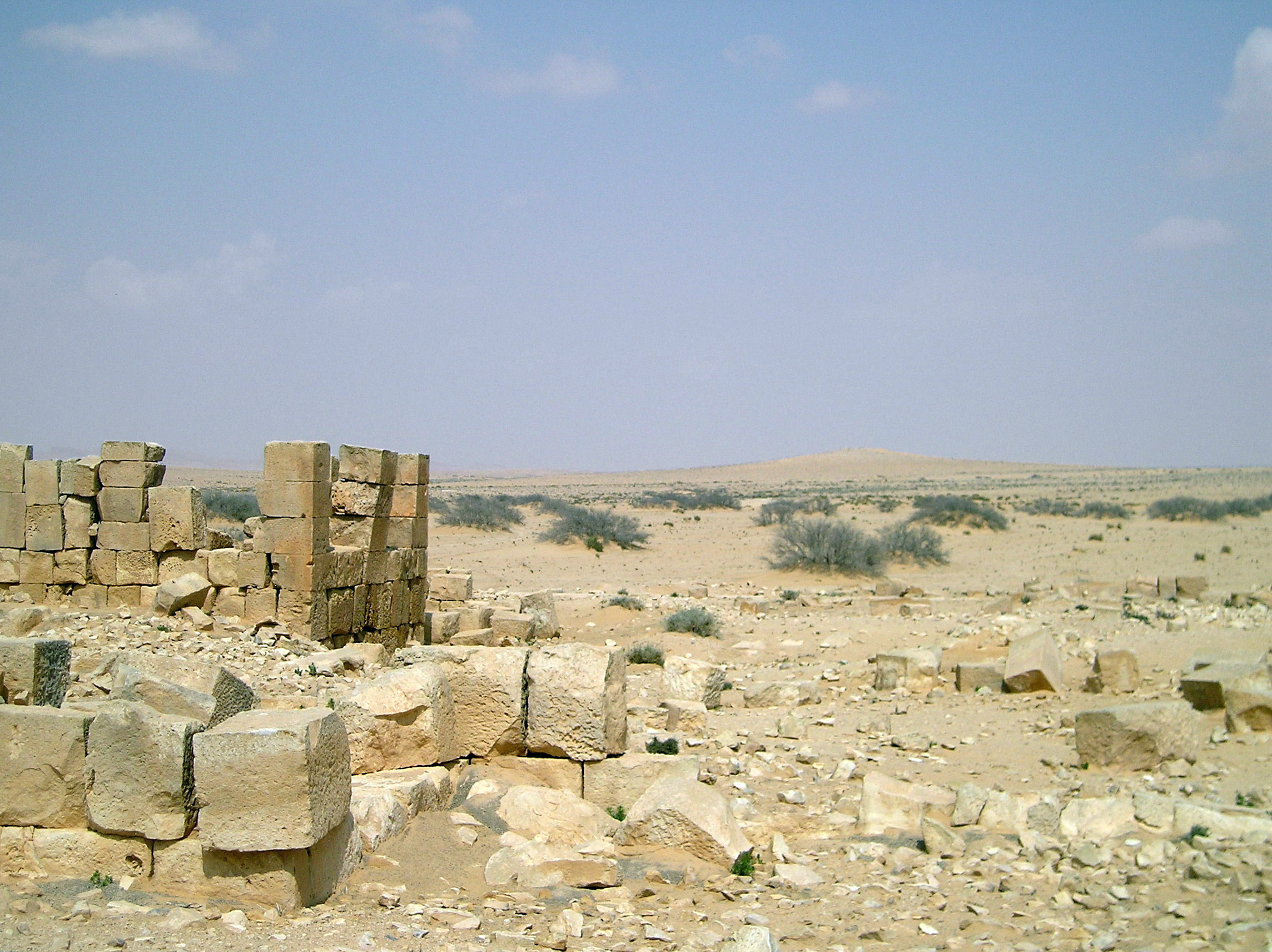
Das Hauptgebäude von Südwesten, im Vorder-grund ist eine Ecke des Zwischenturms zu sehen
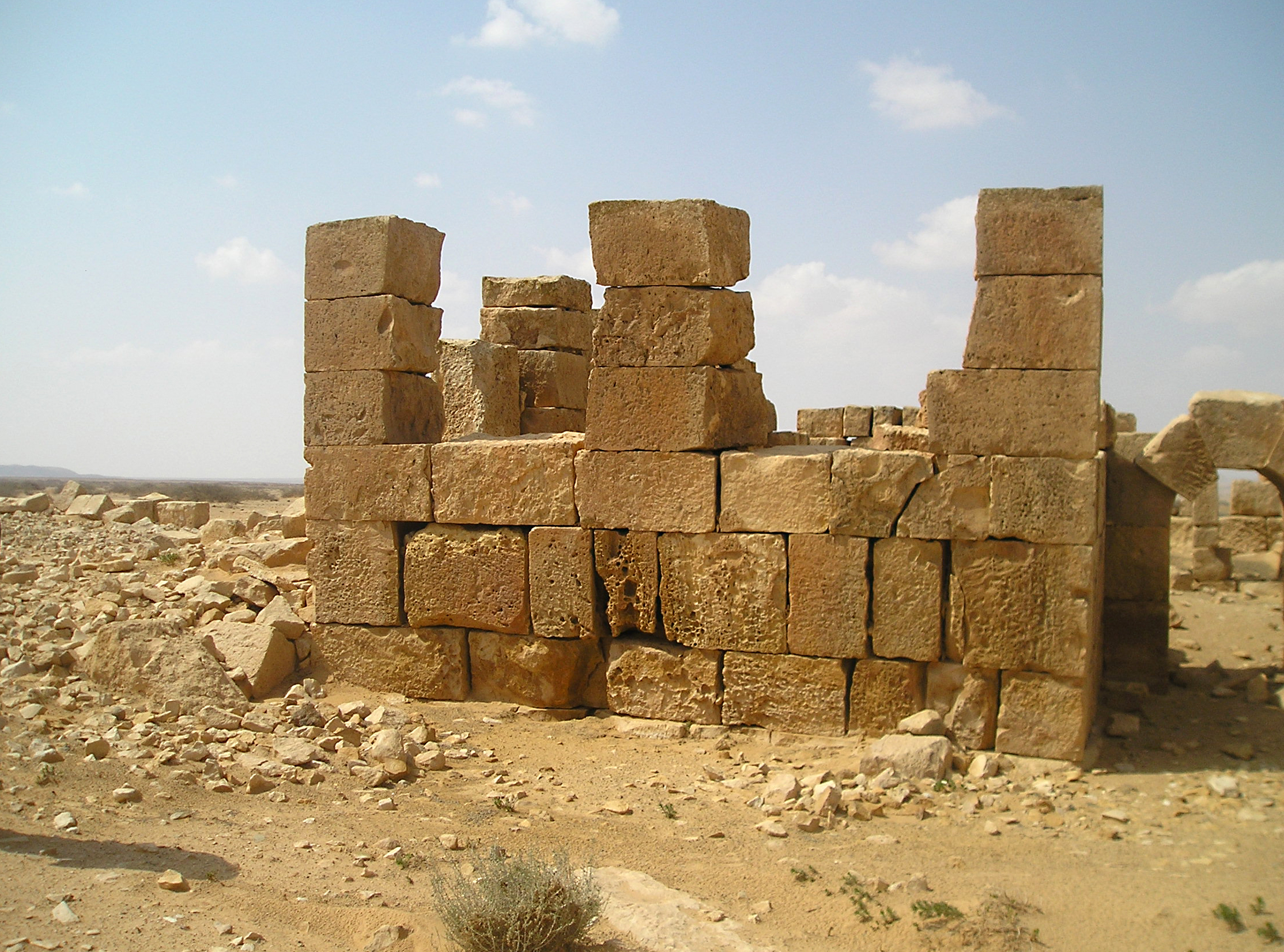
Der südwestliche Teil des Hauptgebäudes von Südosten
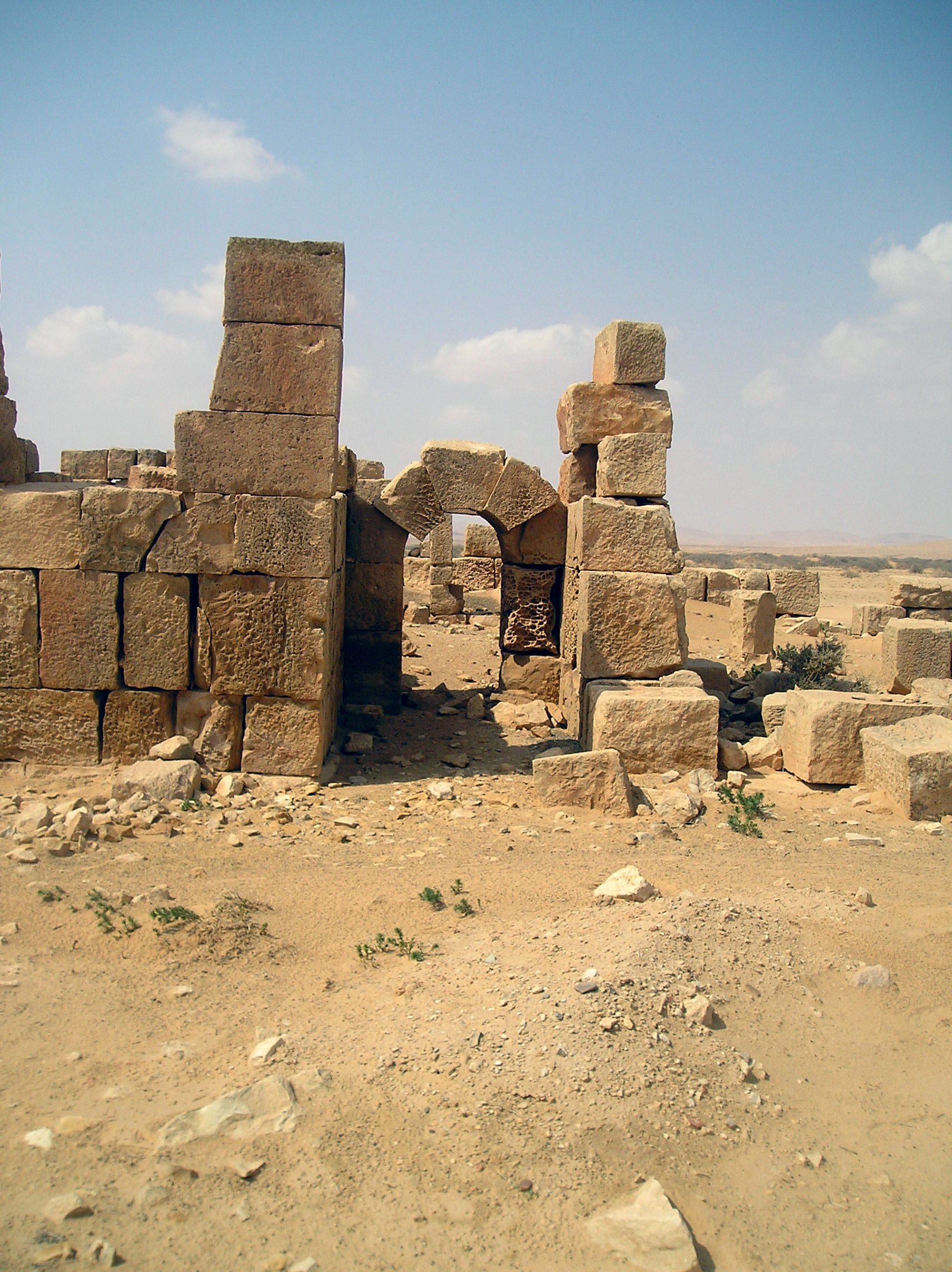
Der Eingang zum Hauptgebäude von Südosten
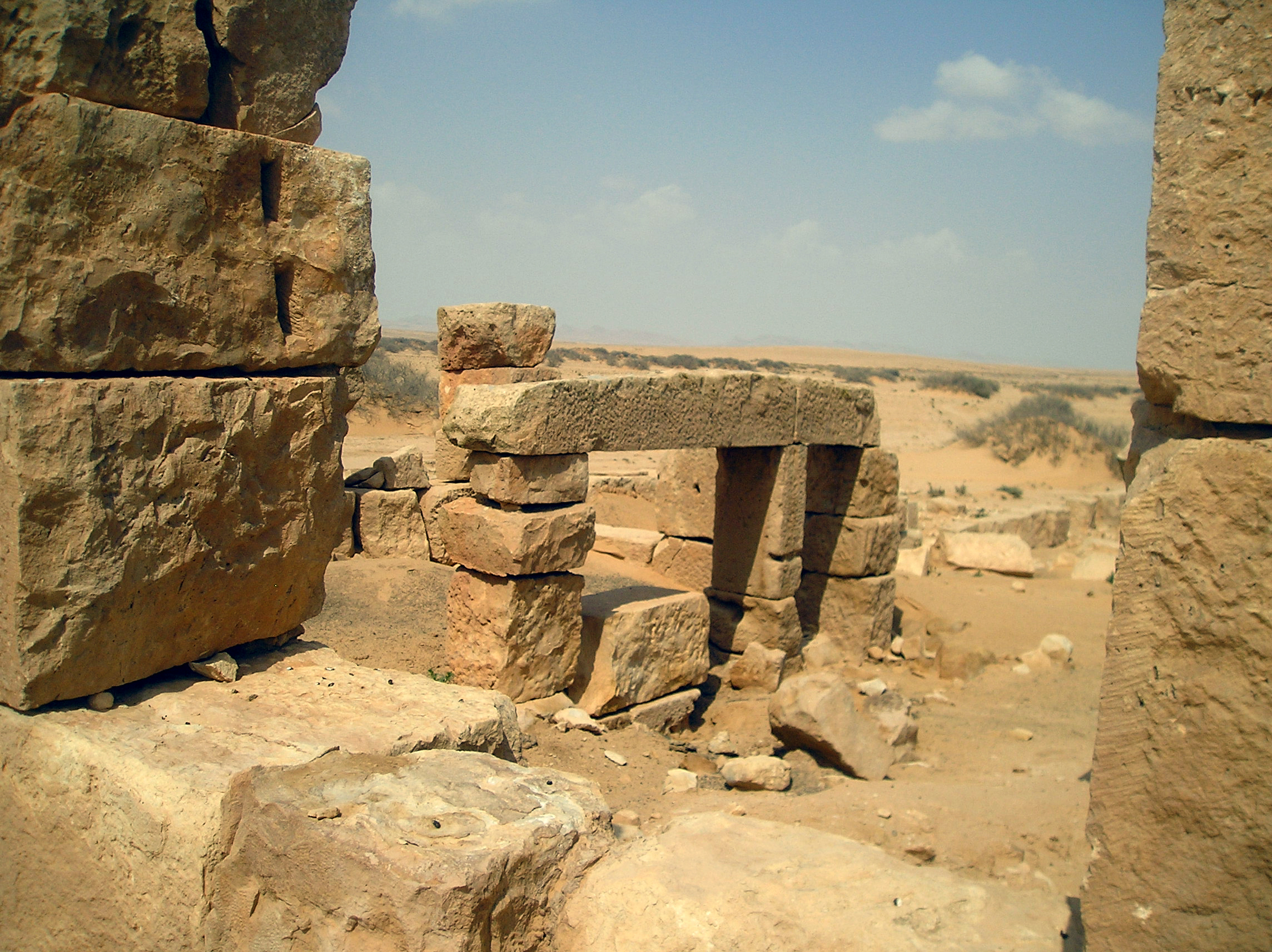
Mächtige Werksteine bilden die Türstürze im Inneren des Hauptgebäudes

## Datierung
Die Anlage kann von ihrer Bauart her dem 4. Jahrhundert n. Chr. zugeordnet werden, doch macht unter anderem das Fehlen von epigraphischen Hinweisen eine genauere zeitliche Einordnung schwierig. Die Keramik aus dem Kleinkastell datiert in das späte 3. Jahrhundert. Wie die unter den Fundamenten des Tors der Tebaga-Clausura 1904 von Donau vorgefundene Öllampe aus dem späten zweiten bis frühen dritten Jahrhundert zeigte, könnte diese Durchfahrt noch im späten 2. Jahrhundert n. Chr. entstanden sein. Daher besteht die Möglichkeit, auch die Gründung von Benia Guedah Ceder dieser Zeitstellung zuzuordnen. Trotzdem datierte der Archäologe Pol Trousset das Sperrwerk in den 1970er Jahren in die Mitte des 4. Jahrhunderts, was durch spärliche Keramikfragmente aus dem 3. Jahrhundert, die dort 1982 aufgelesen wurde, nicht bestätigt werden konnte. Als numismatisches Dokument konnte Donau 1902 aus dem Kleinkastell lediglich eine kleine, schlecht erhaltene Bronzemünze dokumentieren. Auf dem Revers war ein Kaiser in Feldtracht zu sehen, der sich mit der Linken auf einen Speer stützend, und in der Rechten die Weltkugel hält. Die erhaltene Umschrift ließ sich als „SPES REIPVBLICE“ entziffern, was an eine Münze aus der Regierungszeit des Kaisers Constantius II. (337–361) denken lässt.